# Pala de Font Freda
La Pala de Font Freda és una pala del terme de Conca de Dalt, al Pallars Jussà, dins de l'antic terme d'Hortoneda de la Conca, en territori de l'antic poble d'Herba-savina.
Està situada al sud-est d'Herba-savina, a l'esquerra del riu de Carreu, a ponent del Clot dels Avellaners i a llevant del Serrat de l'Oriol, al nord de l'extrem de llevant de l'Obaga d'Herba-savina.